# Gąska nieprzyjemna

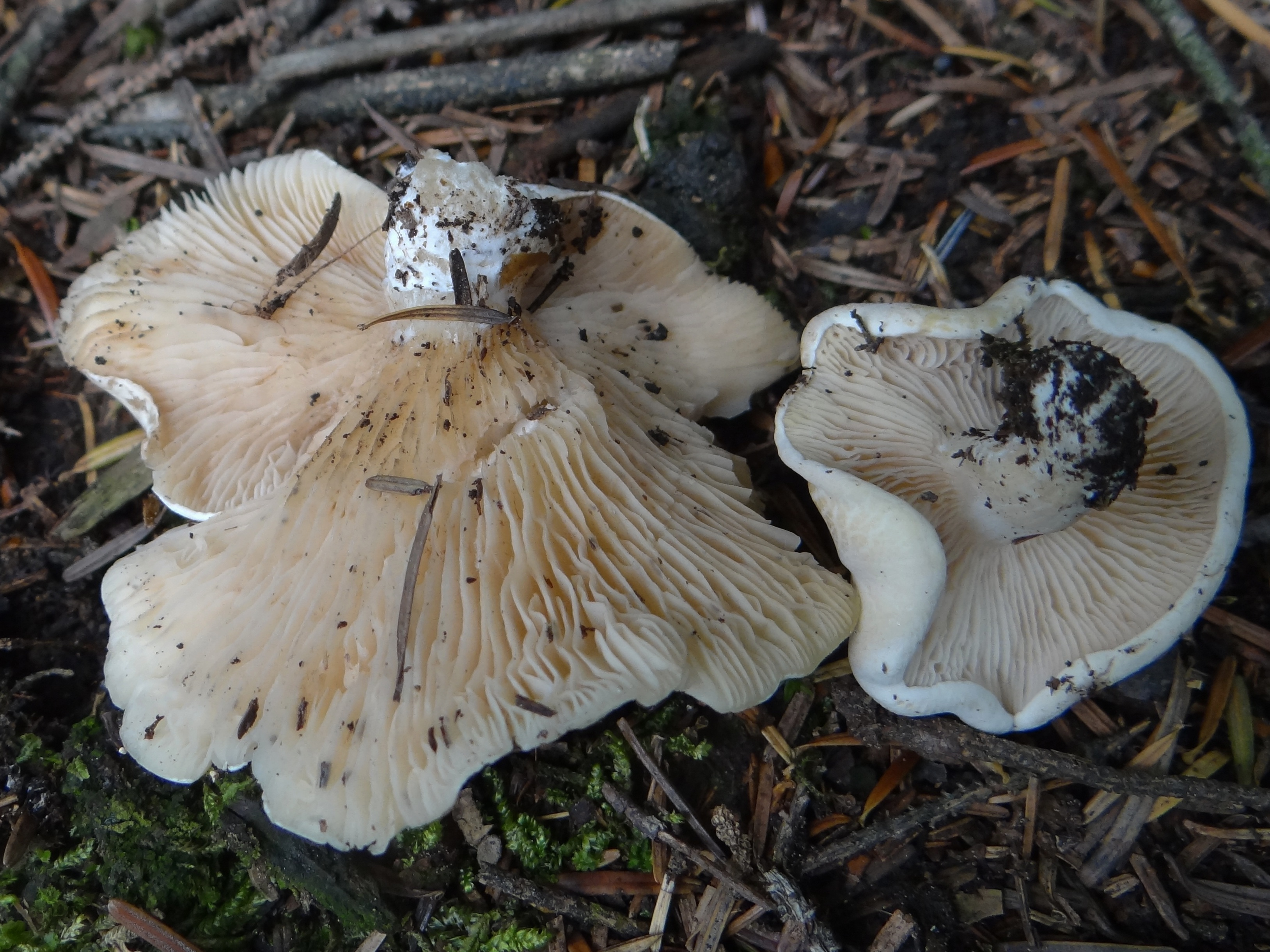

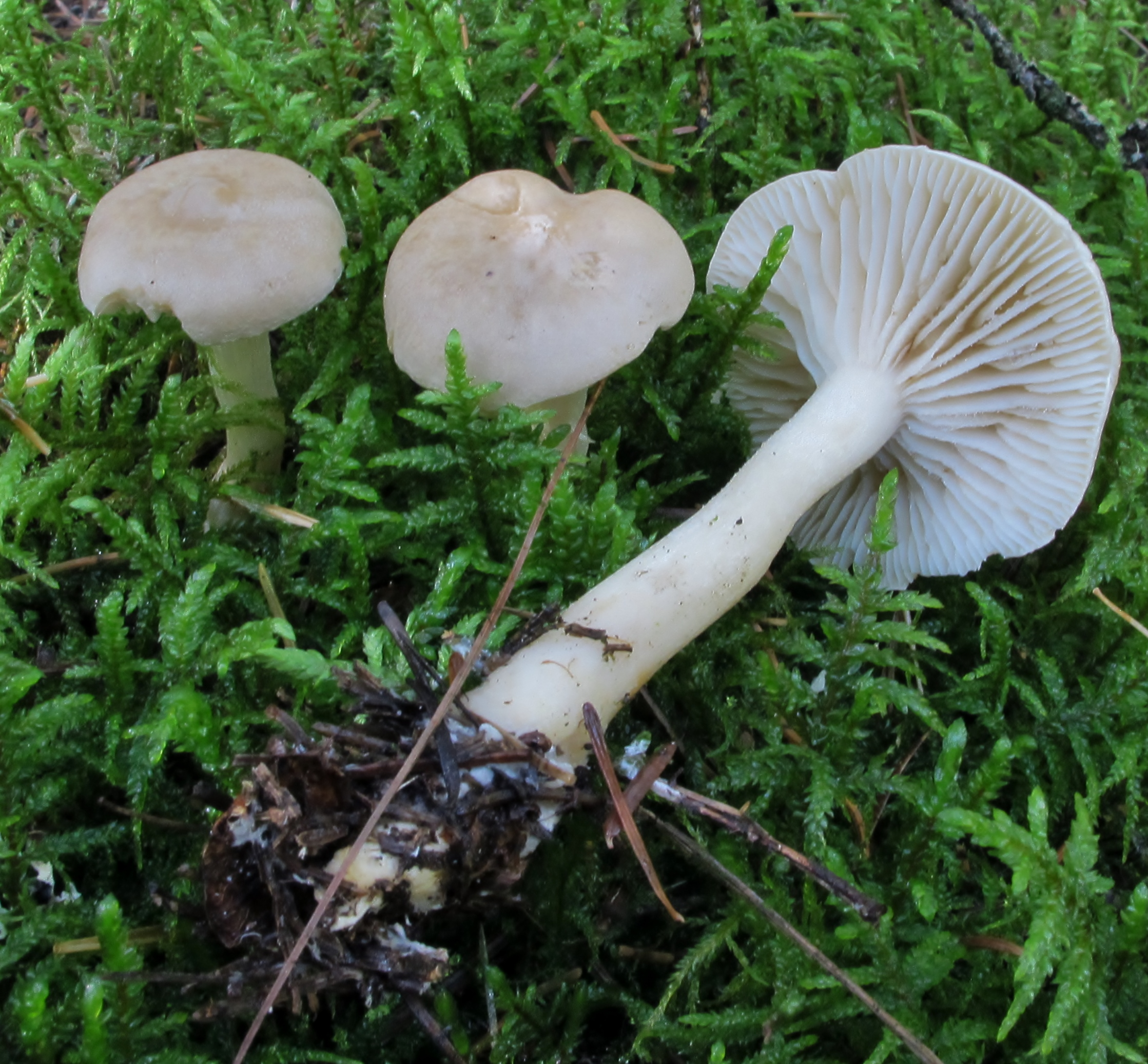

Gąska nieprzyjemna (Tricholoma inamoenum (Fr.) Gillet) – gatunek grzybów należący do rodziny gąskowatych (Tricholomataceae).

## Systematyka i nazewnictwo
Pozycja w klasyfikacji według Index Fungorum: Tricholoma, Tricholomataceae, Agaricales, Agaricomycetidae, Agaricomycetes, Agaricomycotina, Basidiomycota, Fungi.
Po raz pierwszy takson ten zdiagnozował w 1815 r. Elias Fries nadając mu nazwę Agaricus inamoenus. Obecną, uznaną przez Index Fungorum nazwę nadał mu w 1874 r. Claude-Casimir Gillet, przenosząc go do rodzaju Tricholoma. Synonimy:

- Agaricus inamoenus Fr. 1815
- Gyrophila inamoenum (Fr.) Quél. 1888
- Gyrophila sulphurea var. inamoena (Fr.) Quél. 1886
- Tricholoma inamoenum (Fr.) Gillet 1874 var. inamoenum
- Tricholoma inamoenum var. insigne Massee 1893

Nazwę polską zaproponował Władysław Wojewoda w 2003 r.

## Morfologia
Kapelusz
Średnicy od 3 do 6 cm, młody – półkulisty, tępo stożkowaty do dzwonkowato stożkowatego, później płasko wypukły do rozpostartego, z niewyraźnie zaznaczonym garbkiem, pośrodku niekiedy lekko wklęsły, cienkomięsisty, gładki, suchy, matowy, delikatnie filcowaty, początkowo białawy, brudnobiaławy, koloru kości słoniowej, później w kolorze żółtawej skóry. Brzeg ostry, nieregularnie falujący do pofałdowanego.
Blaszki
Średniogęste, przy trzonie zatokowato wycięte i nieprzyrośnięte, wolne. U młodych okazów białawe, później z żółtawym odcieniem. Ostrze równe, czarniawe.
Trzon
Wysokość od 5 do 7 cm, grubość do 1 cm, kształt początkowo brzuszkowaty, wrzecionowaty, później cylindryczny i maczugowaty, nieco korzeniowaty, pełny. Powierzchnia z podłużnymi włókienkami, białawożółtawa, u podstawy brązowawa.
Miąższ
Ma bardzo nieprzyjemną, intensywną woń, przypominającą zapach gazu świetlnego lub ziemnego.
Wysyp zarodników
Biały.
Zarodniki, dość duże, eliptyczne, o średnicy 8–11 × 6–7,5 µm.

## Występowanie i siedlisko
Opisano występowanie tego gatunku w Ameryce Północnej, Europie i Japonii. Na terenie Polski w piśmiennictwie naukowym do 2003 r. podano 7 stanowisk. Rozprzestrzenienie i częstość występowania tego gatunku w Polsce nie są dokładniej znane, wymaga to dalszych badań.
Rośnie od sierpnia do października, w podgórskich i górskich lasach iglastych, w strefie subalpejskiej, zwłaszcza na podłożu wapiennym, pojedynczo lub w grupkach, może też rosnąć w kępkach. Miejscami jest częsty.

## Znaczenie
Grzyb mykoryzowy. Jest niejadalny.

## Gatunki podobne
Gąskę nieprzyjemną można pomylić z niejadalną gąską białawą (Tricholoma album), z białymi odmianami lekko trującej gąski mydlanej (Tricholoma saponaceum) lub z jadalną gąską gołębią (Tricholoma columbetta). Najbardziej charakterystyczną cechą, po której można od nich odróżnić gąskę nieprzyjemną jest jej odstręczający zapach.